# 石原凡
石原 凡（いしはら ぼん、1955年11月22日 - 2024年2月8日）は、日本の俳優、声優。ケッケコーポレーション最終所属。神奈川県出身。

## 略歴
劇団未来劇場を経て、ケッケコーポレーション所属。
元々は俳優としてテレビドラマや舞台に端役として出演していたが、2000年代ごろから声優としても活動するようになった。
また、フジテレビ系列のトークバラエティ番組である『ライオンのいただきます』から『ライオンのごきげんよう』においてライオンちゃんの着ぐるみを担当していた。
かねてより病気療養中であったが、2024年2月8日に死去したことが2月15日に所属事務所の公式サイトで発表された。68歳没。

## 人物
趣味は旅行、散歩、芝居・映画鑑賞。

## 後任
病気療養中・死去に伴う代役・後任は以下の通り。
| 後任   | 役名                       | 概要作品                        | 後任の初担当作品                 |
| ------ | -------------------------- | ------------------------------- | -------------------------------- |
| 中博史 | アレクサンドル・ビュコック | 『銀河英雄伝説 Die Neue These』 | 銀河英雄伝説 Die Neue These 策謀 |

## 出演

### テレビドラマ
- 金曜劇場 冬化粧の女たち（1983年 / フジテレビ）
- ナショナル木曜劇場 男の家庭科（1985年 / フジテレビ）
- 刑事貴族2（1991年 / 日本テレビ）
- 刑事貴族3（1992年 / 日本テレビ）
- 湘南リバプール学院（1995年 / フジテレビ）
- バージンロード（1997年 / フジテレビ）

### 映画
- 泣きぼくろ（1991年 / 松竹富士）

### 舞台
- T．B．ワンスモア公演 
  - 第9回公演「優しいと言えば、僕らはいつもわかりあえた。」（1997年）
  - 第10回公演「イヌの仇討」（1997年）
- 「鉄輪」〜陰陽師〜（2003年） - 清介
- 黒門☆パラダイスSecond Unit公演「サンタクロースが歌ってくれた」（2005年）
- 松濤アクターズギムナジウム公演 - 演出
  - 12期生修了公演「夜曲（ノクターン）〜放火魔ツトムの優しい夜〜」（2007年）
  - 13期声優部基礎科発表会「ブンナよ、木からおりてこい」（2008年）
- ケッケコーポレーション朗読劇「声」公演
  - Vol.2「〜心に優しい物語〜」（2008年） - 舅
  - 15周年記念公演 kekke festa 2011「うらぼんえ」（2011年）
  - Vol.5「寺内貫太郎一家」（2014年）

### テレビアニメ
2001年
- 学園戦記ムリョウ（山本忠一）
- 地球少女アルジュナ（シード隊員B、副官B、参謀、隊員B）

2002年
- こちら葛飾区亀有公園前派出所（2002年 - 2004年、オーナー、老人、松江寝太郎、魚源）

2003年
- 明日のナージャ（仮面の男、御者）
- アストロボーイ・鉄腕アトム（デーブ、カワード、原始人の父親、船長、学長）
- 宇宙のステルヴィア（議長）
- GAD GUARD（部品屋）
- 人間交差点（教師）

2004年
- かいけつゾロリ（王様〈エルゼの父〉、町長、船長〈パルの父〉、オーナー、警部）
- サムライチャンプルー（マタギのジョニー）
- ジパング（ノイズ、校長）
- tactics（大先生）
- 陸奥圓明流外伝 修羅の刻（沢庵宗彭）

2005年
- 機動新撰組 萌えよ剣 TV（邪罵蒸篭、破壊入道）
- 地獄少女（戸高隆二）
- BLACK CAT（ウドニー）
- まじめにふまじめ かいけつゾロリ（ドームズ、ぬりかべ 他）

2006年
- アイシールド21（亜津井）
- 銀魂（2006年 - 2011年、斗夢、死の爪〈デスキャンサー〉 / 希望の爪〈ホーリーキャンサー〉） - 2シリーズ
- シュヴァリエ 〜Le Chevalier D'Eon〜（ゲルシィ）
- 天保異聞 妖奇士（大工）

2007年
- 魔法少女リリカルなのはStrikerS（レジアス・ゲイズ）
- 遊☆戯☆王デュエルモンスターズGX（スカー〈暗黒界の斥候 スカー〉）
- REIDEEN（佐伯広報官）

2008年
- アリソンとリリア（軍曹、警官）
- 二十面相の娘（清波）
- ワールド・デストラクション 〜世界撲滅の六人〜（老獣人）

2009年
- たまごっち!（2009年 - 2014年、サンタクロっち）- 2シリーズ
- 鋼の錬金術師 FULLMETAL ALCHEMIST（2009年 - 2010年、フェスラー、憲兵A、白衣、金歯医者、プロデューサー）
- 毎日かあさん（編集長）

2010年
- 閃光のナイトレイド
- RAINBOW-二舎六房の七人-（医師）

2011年
- ブレイド（老貴族）

2012年
- 男子高校生の日常（校長）

2013年
- 有頂天家族（2013年 - 2017年、下鴨総一郎） - 2シリーズ
- ポケットモンスター ベストウイッシュ シーズン2 エピソードN（トクゾー）

2015年
- アルスラーン戦記（バルカシオン）

2016年
- デュエル・マスターズ VSRF（道明寺ゴンザブロー）

2017年
- 王室教師ハイネ（議長）
- 地獄少女 宵伽（戸高隆二）
- タイムボカン 逆襲の三悪人（ベーブ・ルース）

2018年
- 鹿楓堂よついろ日和（天神猛彦）
- 銀河英雄伝説 Die Neue These 邂逅（アレクサンドル・ビュコック）
- 進撃の巨人（店主）
- バキ（梅澤）
- ドラえもん（テレビ朝日版第2期）（2018年 - 2021年、市長、家臣）
- 爆釣バーハンター（おサンタ様）

2019年
- スター☆トゥインクルプリキュア（長老）
- けだまのゴンじろー（2019年 - 2020年、タイゾー、毛ゼ）

2021年
- たとえばラストダンジョン前の村の少年が序盤の街で暮らすような物語（アザミ王〈アドバン〉）

### 劇場アニメ
- マルドゥック・スクランブル 燃焼（2011年、太鼓腹の男）

### OVA
- 茄子 スーツケースの渡り鳥（2007年、ゴルチンコ監督）

### ゲーム
2000年
- NEUES（オルバート・セルニ）

2005年
- SIMPLE2000シリーズTHE 鑑識官
- 第3次スーパーロボット大戦α 終焉の銀河へ

2006年
- BLACK CAT 〜機械仕掛けの天使〜（ウドニー）

2007年
- アガレスト戦記（ガンツ）
- 湾岸ミッドナイト（高木優一）

2008年
- カヌチ 白き翼の章（トウラ・ミヤズ）

2009年
- カヌチ 黒き翼の章（トウラ・ミヤズ）

2012年
- 源狼 GENROH（梶原景時）
- 十鬼の絆 〜関ヶ原奇譚〜（月島勲朗）

2013年
- 十鬼の絆 花結綴り（月島勲朗）

2015年
- アルスラーン戦記×無双（バルカシオン）

### ドラマCD
- アリアンロッド・サガ ファンブック Heartbreak Memory ドラマCD「追憶のフラグメント」（ゼパ・フリンジコルト）
- 十鬼の絆シリーズ（月島勲朗）
  - 十鬼の絆 ドラマCD 〜大原女騒動〜[11]
  - 十鬼の絆 ドラマCD 〜伝説の果実〜[12]
- ナイトウィザード ファンブック 「スターダスト・ティアーズ」付属CDボイスドラマ「新訳・星を継ぐ者〜篝〜」（聖王グレゴリオ＝ビウス）
- 華と龍（鷺宮）

### 吹き替え

#### 映画
- ゴースト・キャッチャー
- フォー・ブラザーズ/狼たちの誓い（ブラッドフォード弁護士〈ケネス・ウェルシュ〉）

#### テレビドラマ
- WITHOUT A TRACE/FBI 失踪者を追え!
- 救命医ハンク セレブ診療ファイル
- クローザー シーズン4（グディング）
- コールドケース7 ザ・ファイナル（トマス・サンダース(現在)〈ジョン・コスラン・Jr.〉）※第4話
- ザ・ホワイトハウス（バーロウ、ブロデリック議員）
- CSI:4 科学捜査班（バディ・ウィーン社長〈ポール・ドゥーリイ〉）※第16話
- トワイライトゾーン

#### テレビ番組
- ホテル・ヘル 熱血!再生プロジェクト

#### アニメ
- フェリシーと夢のトウシューズ（用務員）

### テレビ番組
- 嗚呼!バラ色の珍生!!（日本テレビ）
- 行列のできる法律相談所（日本テレビ）
- さんま&SMAP美女と野獣のクリスマススペシャル'09（日本テレビ）
- ライオンのいただきます、ライオンのごきげんよう（フシデレビ） - ライオンちゃんの着ぐるみを担当

### ラジオ
- ラジオCD RADIO BLACK CAT トレイン&イヴのゲストバトル編（コーナーゲスト）